# Вильгельм Саксен-Веймар-Эйзенахский
Вильгельм Карл Бернхард Герман Саксен-Веймар-Эйзенахский (нем. Wilhelm Carl Bernhard Hermann von Sachsen-Weimar-Eisenach; 21 декабря 1853, Штутгарт, Королевство Вюртемберг — 15 декабря 1924, Баден-Баден, Веймарская республика) — немецкий дворянин, принц Саксен-Веймар-Эйзенахский.

## Биография
Вильгельм Саксен-Веймар-Эйзенахский родился 21 декабря 1853 года в Штутгарте. Он был старшим сыном принца Германа Саксен-Веймар-Эйзенахского (1825—1901) и его жены Августы Вюртембергской (1826—1898).
Вильгельм в молодости переехал в США, из-за проблем с финансами. С того момента он имел плохую репутацию в герцогстве. Там он работал мастером верховой езды, клерком, книжным агентом, а также официантом в ресторане в Нью-Йорке. Из-за недовольства герцогской семьи его стали уговаривать вернутся в Европу. После уговоров он вернулся в Германию. После возвращения на родину он жил на небольшую пенсию.
У Вильгельма были сложные отношения с старшим сыном Германом. Он морганатически женился на Ванде Паоле Лоттеро 5 сентября 1909 года в Лондоне. Лоттеро была итальянской театральной актрисой, и из-за разгульного образа жизни Германа герцогская семья вынудила его отказаться от прав наследования престола Саксен-Веймар-Эйзенаха, а также титула и прерогатив, предоставив ему более низкий по рангу, дворянский титул, граф Остхейм.
Умер 15 декабря 1924 года в Баден-Бадене.

## Брак и дети
Вильгельм женился 11 апреля 1885 года, на Герте Изенбург-Бюдингенской (1863—1945). Она приходилась ему троюродной сестрой. В браке родились два сына и дочь:
- Герман (14 февраля 1886 — 6 июня 1964), С 1909 года граф фон Остхейм. Трижды женат, один сын от второго брака.
- Альбрехт (23 декабря 1886 — 9 сентября 1918), женат не был, детей не имел. Погиб в Первой мировой войне.
- София (25 июля 1888 — 18 сентября 1913), замужем не была. Детей не имела.